# Кумкум (актриса)
Кумкум (англ. Kumkum; 22 апреля 1934, Хуссайнабад, Британская Индия — 28 июля 2020, Мумбаи) — индийская актриса

 1950—1960-х годов. За свою карьеру снялась в более, чем ста фильмах.

## Биография
Родилась 22 апреля 1934 года в Хуссайнабаде, ныне штат Бихар, при рождении получив имя Зайбуннисса. Согласно некоторым источникам происходила из семьи наваба Хуссайнабада.
С девяти лет училась катхаку у Пандита Шамбху Махараджа в Лакхнау и была опытной танцовщицей.
Вместе с семьёй переехала в Бомбей в 1952 году. В том же году, будучи ещё подростком, получила небольшую танцевальную роль Sheesha (1952) Шахида Латифа.
Однако полноценным дебютом Кумкум в Болливуде считается фильм Гуру Датта Aar Paar (1954), где она выступила как безымянная девушка со стройки, танцующая в песне «Kabhi Aar Kabhi Paar».
Впоследствии актриса появилась ещё в трёх фильмах Гуру Датта, в том числе Mr. & Mrs. ′55 (1955) и «Жажда» (1957). Особо запоминающимся вышел её дуэт с Джонни Уокером в песне «Yeh Hai Bombay Meri Jaan» в C.I.D. (1956).
Кумкум также работала с Шамми Капуром в Mem Saheb (1956) и сыграла главную роль с ним же в «Четыре дороги» (1959).
Её самым частым партнером по фильму был Кишор Кумар, с которым она снялась в паре в таких фильмах, как Mr X in Bombay (1964) и Shreeman Funtoosh (1965).
Среди других её работ — роли второго плана в Naya Daur (1957), Ujala (1959), Ganga Ki Lahren (1964), Ek Sapera Ek Lutera (1965), Raja Aur Runk (1968), Aankhen (1968), Geet (1970), Ek Kunwari Ek Kunwara (1973) и классическом фильме Мехбуба Хана «Мать Индия» (1957). Хан также пригласил её на главную роль в Son of India (1962), однако фильм провалился в прокате.
Кумкум также снялась в первом фильме на бходжпури под названием Ganga Maiyya Tohe Piyari Chadhaibo, который вышел в 1963 году.

Её игра была одним из ярких моментов фильма и в немалой степени способствовала его успеху. В течение следующих нескольких лет она была одной из ведущих актрис кино на бходжпури и снялась в таких фильмах, как Laagi Nahin Chhute Ram (1963), Balma Bada Nadaan и Naihar Chhutal Jaiye (1964), Ganga и Bhauji (1965).
Благодаря умению танцевать катхак, её часто приглашали для участия в сценах танцев. Так в Kohinoor (1960), хотя она и не была главной героиней, Кумкум приняла участие в трех музыкальных сценах с Дилипом Кумаром. Она также танцевала с Дхармендрой в Lalkar (1972) и с Винодом Кханной в Dhamkee (1972). После замужества в 1970-х актриса оставила кинематограф.
Кумкум скончалась 28 июля 2020 года в Мумбаи из-за болезни.
У неё остались муж Саджад Хан и дочь Андалиб.